# 네모 화산

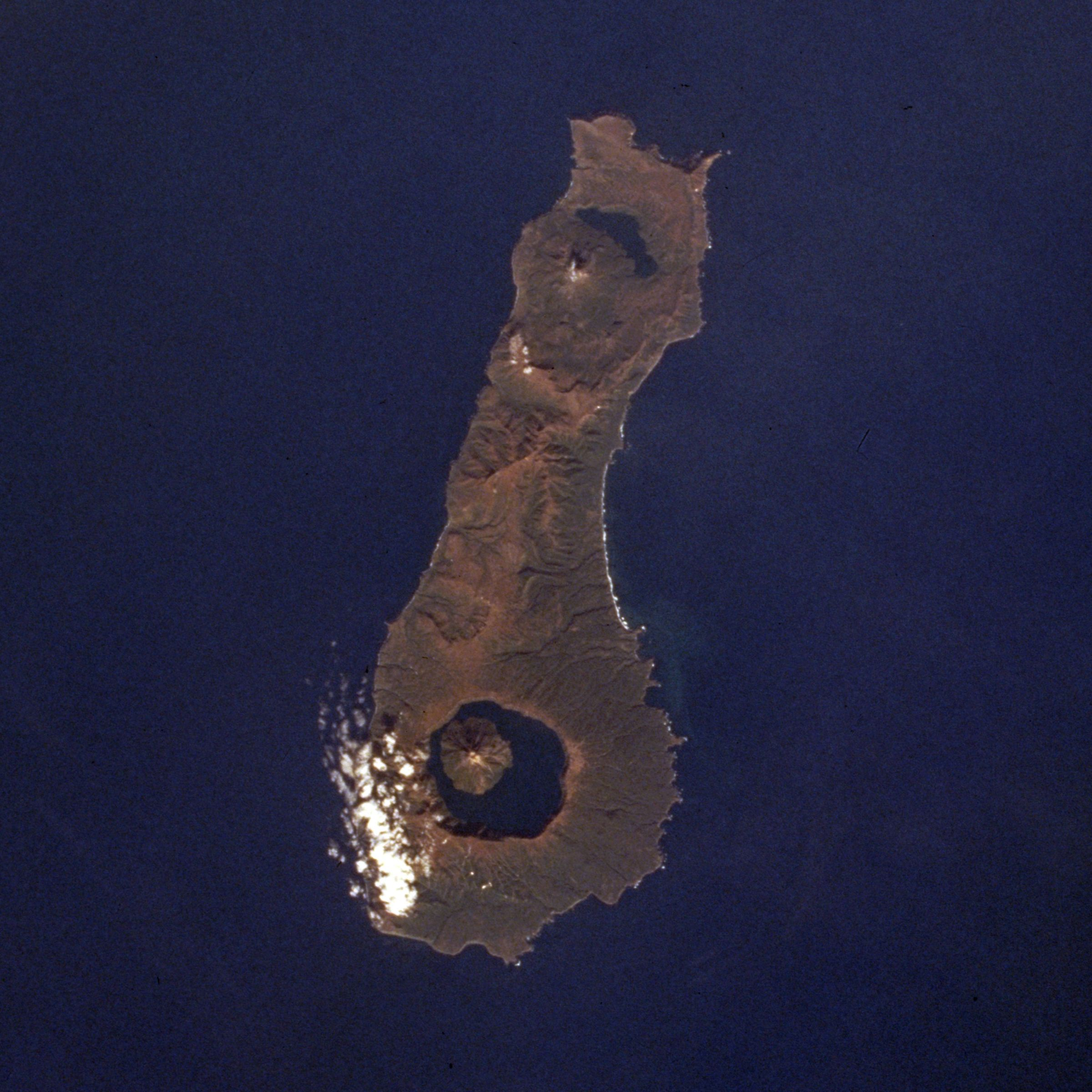
네모 화산

네모(러시아어: Немо)는 러시아의 오네코탄섬 북쪽에 있는 작은 성층 화산으로, 매우 뾰족하다. 이 화산은 지금도 활동중이며, 수풀로 뒤덮여 있다.